# Roberto Román Triguero
Roberto Román Triguero, meglio noto come Tito (Madrid, 11 luglio 1985), è un ex calciatore spagnolo, di ruolo difensore.

## Carriera

### Club

#### Le giovanili e il debutto con l'Alcalá e poi Maiorca
La sua carriera da calciatore inizia nel 2002 quando viene acquistato dall'Alcalá per militare nelle varie divisioni giovanili del club. Dopo una sola stagione trascorsa nelle file della formazione primavera, passa in prima squadra per militare nella Segunda División B. Conclude la sua prima stagione tra i professionisti con 36 presenze ed una sola rete all'attivo.
Durante il periodo estivo del calciomercato viene acquistato dal Maiorca per poi passare nella formazione giovanile dove, in due stagioni, colleziona in tutto 26 presenze.

#### Il passaggio all'Alcorcón e la svolta al Rayo Vallecano
Nel 2006 viene acquistato dall'Alcorcón. In tre stagioni trascorse con il club gialloblu colleziona 69 presenze ed un solo gol segnato.

##### Stagione 2009-2010 e 2010-2011
A fine stagione si trasferisce al Rayo Vallecano per militare nella Segunda División. Debutta con la sua nuova squadra il 19 settembre 2009 durante il match, vinto per 2 a 0, contro il Real Unión. Esordisce nella Copa del Rey il 28 ottobre durante il match, vinto per 2 a 0, contro l'Athletic Club di Bilbao. Ottiene la sua prima ammonizione in carriera durante la partita contro il Gimnàstic giocata il 21 novembre. La partita successiva, giocata il 3 gennaio 2010 contro il Levante, ottiene la sua prima espulsione in carriera dopo aver ricevuto una doppia ammonizione. Il 7 febbraio segna la sua prima rete con il club di Madrid durante la partita, persa, contro il Cartagena. Conclude la sua prima stagione, con i biancorossi, con uno score di 17 partite ed una sola rete segnata.
La stagione successiva gioca in tutto 10 partite per colpa di un infortunio accadutogli il 6 marzo durante un allenamento che lo ha tenuto fermo per circa una ventina di giorni. A fine stagione conquista la qualificazione che permetterà al club di Madrid nella stagione successiva di militare nella Primera División.

##### Stagione 2011-2012
La sua terza stagione con il Rayo Vallecano inizia nel peggior modo: dopo alcuni mesi dall'inizio della stagione 2011-2012, esattamente il 6 novembre, si infortuna gravemente all'anca che lo tiene lontano dai campi da gioco fino a febbraio 2012. Torna in campo il 4 dicembre per 70' minuti durante la partita, persa per 3 a 1, contro l'Atlético Madrid.